# Fysioterapi

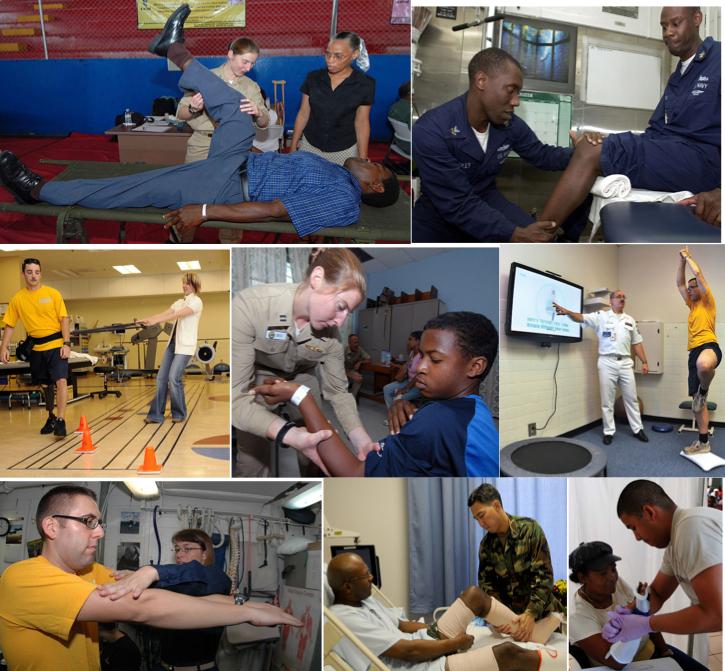
Fysioterapeuter i arbete.

Fysioterapi (även kallat sjukgymnastik) syftar till vidmakthålla eller återvinna optimal rörelse och funktionsförmåga samt delaktighet i samhällslivet. Fysioterapeuten har en bred arsenal av terapeutiska och beteendevetenskapliga metoder för att hjälpa människor och främja deras egna resurser. Fysioterapi innefattar undersökning och behandling för att bedöma, bota, förebygga eller lindra sjukdomar, främst sådana som manifesterar sig i rörelseapparaten, andningssystemet, cirkulationssystemet eller nervsystemet. Pulmonologi, kardiologi, neurologi, intensivvård, folkhälsa, stress, idrottsmedicin, och ortopedi är några viktiga kompetensområden. Även utveckling av människors kunskaper, förhållningssätt och organisationers påverkan på sjukdom och hälsa är kompetensområden inom fysioterapiyrket. Fysioterapeutiska åtgärder kan vara akuta, primärt eller sekundärt preventiva men också rehabiliterande.

## Yrkesroll

### Verksamhet
Fysioterapeut är – i Sverige – en skyddad titel inom hälso- och sjukvård. För att få använda sig av yrkestiteln krävs en legitimation, vilken i Sverige utfärdas av Socialstyrelsen på basis av erhållen fysioterapeutexamen. Fysioterapeuter arbetar med hälso- och sjukvård vid sjukhus, inom primärvård, äldreomsorg, skolhälsovård och företagshälsovård. De arbetar också inom hjälpmedelsindustrin samt som lärare och/eller forskare på högskolor och universitet.
På sjukhus arbetar fysioterapeuten ofta i team med andra yrkesgrupper, såsom läkare, undersköterskor, sjuksköterskor, arbetsterapeuter, dietister och kuratorer. Läkaren har ansvar för medicinsk diagnostik och medicinsk behandling, medan fysioterapeuten ansvarar för fysioterapeutisk vård och behandling. Vissa specialistfysioterapeuter diagnosticerar och behandlar också medicinska tillstånd.
Fysioterapeuten har en yrkesroll som har likheter med arbetsterapeutens. Arbetsterapin går dock ut på att bedöma, ge råd om och träna en person med nedsatt förmåga, så att vardagen kan skötas lättare. Fysioterapeuten ägnar sig å sin sida åt motsvarande arbete vad gäller specifikt de nedsatta fysiska funktionerna. I det arbetet kan ingå träning av balans, gång, förflyttningar eller hjälpmedelsutprovning.

### Arbete
I yrkesrollen ingår att bedöma, förebygga, lindra och bota hälsoproblem på organisations-, grupp- eller individnivå. Där ingår även att självständigt bedöma patienters skador och förmågor som en del i utredning av sjukdom. Bedömning av respiration, neurologi, motorik, styrka, ledrörlighet, fysisk prestationsförmåga eller smärta är vanligt.
Utarbetade träningsmetoder kan tas i bruk för att förbättra balans eller muskelkoordination, styrka och uthållighet. Vid neurologiska sjukdomar kan behandling mot spasticitet användas, exempelvis injektioner med olika läkemedel.
En fysioterapeuts fokus är främst på sjukdomar och skador, men inriktningen kan också vara på hälsa och beteendeförändringar. Inom folkhälsa studeras de faktorer som är hälsosamma samt modeller som kan användas för att ur ett samhällsperspektiv främja hälsan hos befolkningen.

## Olika länder

### Finland
I Finland är yrkesbeteckningen skyddad enligt Lag om yrkesutbildade personer inom hälso- och sjukvården. Verka som fysioterapeut får den som genomgått en godkänd utbildning i Finland eller en liknande utbildning i någon annan stat inom EU eller EES.

### Sverige
Den svenska yrkestiteln var tidigare sjukgymnast, vilket från och med 1 januari 2014 ändrades fysioterapeut. Den som före den 1 januari 2014 var sjukgymnast måste för att få kalla sig fysioterapeut ha ansökt hos Socialstyrelsen om att byta titel. De som valde att inte göra det har fortfarande yrkestiteln sjukgymnast. Den som fått legitimation som fysioterapeut får inte kalla sig sjukgymnast.

## Etymologi
Begreppet fysioterapi hämtar sitt namn från nylatinets physiotherapia, en sammansättning av grekiskans physis – 'natur' – och ordet för terapi. Ordet finns i svensk skrift sedan 1905.